# 日南響子
日南 響子（ひなみ きょおこ、1994年〈平成6年〉2月6日 - ）は、日本の女優、ファッションモデル、タレント、歌手。愛知県稲沢市出身。
名前の仮名表記は一般の読みである「きょうこ」ではなく、「きょおこ」。音楽活動では珠麟（）名義を主に使用している。それに倣い珠麟名義の活動も当記事にて扱う（後述）。

## 略歴
モデル
- 雑誌『ニコラ』の第10回モデルオーディションでグランプリを受賞し、2006年10月号より専属モデルとして活動を始める[2]。ニコラ本誌の表紙起用回数は当時歴代2位[注釈 2]の16回で、内、2回が単独での起用。2010年5月号をもって卒業。
- アパレル会社ナルミヤ・インターナショナルのブランド「pom pomponette Junior」のモデルとして2007年より活躍。ブランド10周年を記念し雑誌ニコラとのコラボ企画「pom ponette×kyooko173♥nicola」にも参加。同社の別ブランド「Blue Cross Girls」のモデルも務める。
- ファッション誌『non-no』の専属モデルを2011年から二年半、務めた[4][5]。

女優
- 女優デビューは、2010年のドラマ『ハンマーセッション!』。
- 銀幕デビューにして初主演は、サスペンススリラー『七つまでは神のうち』（2011年公開）[2]。

歌手
- テレビ番組『あっぷ&UP!』とのタイアップで、モデルを務めていた雑誌『ニコラ』発の企画ユニット『ニコ☆モコ』として、シングル『さくらなみき・だいぶつぶつぶつ』を2010年発売。ニコラ卒業に伴い2010年5月31日をもって卒業（なお入れ替わりに藤田ニコルらが加入）。
- 主演映画『七つまでは神のうち』では主題歌を担当[6]。
- 音楽活動での名義を「珠麟(しゅりん)」とすることを2013年に公言。名前の由来は金魚の品種「珍珠鱗」。日南響子名義と珠麟名義はそれぞれ個別にTwitterアカウントを持っており、発言上も一見別人設定のように振舞っているが、日南響子名義の写真集の発売イベント[7]や日南響子として、テリー伊藤と対談を行ったときの記事[8]では普通に「珠麟」名義について語っており、別人設定はあくまで形式的なものである。マスコミ各社の芸能ニュース[9]でも「日南響子＝珠麟」は周知の事実として扱われている。
- 交通事故休養後の復帰2014年、珠麟1stシングル『マスターベーション』発売。ライブ・配信でも継続的に活動を行っている。
- 約四年ほど遠ざかっていた音楽活動を2020年4月15日配信開始の『さよならミッドナイト.』をもって“再始動”と明言（同年3月の本人Twitterにて）。

グラビア
- 初の水着グラビアは2011年8月4日発売『ヤングジャンプ』で、翌年1月には初表紙（女性向けファッション誌は除く）。その後も同誌2014年6月19日発売号で交通事故休養後の1年2か月ぶり復活20歳のビキニ、ショートヘアへのイメチェンとして登場[10]。
- 初ヌードを2015年1月発売『週刊プレイボーイ』で写真集に先行して披露[11][12]。写真集『SAI』発売に伴う記念イベントが2015年2月7日に行われ、ヌード写真集は今回が最初で最後だと宣言。
- 漫画誌『ヤングキング』2016年11号にて映画『シマウマ』とのコラボグラビアを掲載[13]。同6月13日増刊『シマウマ特集号 映画化記念号』にて巻頭グラビア掲載。また、以後も同誌にて2016年13号表紙&巻頭グラビア12Pを掲載[14]。
- 『週刊プレイボーイ』2021年3月15日号で約6年ぶりにグラビア活動を再開[15]。

その他
- 公式ブログ「KYON's'GO!GO!」を2009年より開設（2010年末に閉鎖）。2011年4月からはアメーバブログにてブログを新たに開設。
- テレビ初レギュラーは『ピラメキーノ』で2010年9月より出演。
- サッカー『UEFA欧州選手権2012』の日本キャンペーン2代目EUROガールに選ばれる[4]。
- タクシーとの接触事故、2013年8月15日の都内路上にて。事故当時は「男性関係で自殺未遂」「意識不明の重体」などと一部で報じられたが、実際にはかすり傷程度の軽傷であり、恋愛トラブルで半年ほど警察に相談していた情報とくっつけられて大げさにされてしまったとテレビ番組で語っている[注釈 3][16][17]。
- 所属事務所スターダストプロモーションを2014年3月31日付で退社[18]。
- 倉本雷大監督の映画「思春期ごっこ」のトークショーが2014年9月4日に開催出演[19]。
- 所属事務所を2018年3月をもってWAKURABA inc.からサーブプロモーションに移籍。
- 2023年4月時点で、事務所に所属しておらずフリーである事をインスタライブにて公表した（退所時期は不明）
- また、同インスタライブにて2020年後半あたりから血液の病にかかった事などを理由にかなり活動を控えていた事も明かしていた。

## 人物

### 家族
父はドラマー、母はボーカリストという音楽が流れる家庭に育った。弟が1人いる。響の字は「音響」と「良い影響」から。読み名が“きょおこ”なのは前に進む意味で、旧字なのは、自分で頑張って上がっていくからという。
2023年10月23日、結婚と第1子妊娠を発表。11月27日、第1子出産を報告した。

### 趣味・嗜好
- 歌が好きで、好きなアーティストは椎名林檎、ALI PROJECT、島谷ひとみ、Acid Black Cherry、GO!GO!7188など、ちょっと個性的な人[24]。カラオケも好きで、1人でカラオケに行くこともある。歌う曲はALIPROJECT、VOCALOID、椎名林檎[20]など。
- 好きなキャラクターはコリラックマ[25]。
- 10代の頃のインタビューでは、アニメやコスプレ、ボーカロイドなどを愛好していることを述べており、自身では「美少女オタク」と称していた[2]。『非公認戦隊アキバレンジャー』では、役柄とは反対に日南がオタク文化に詳しくない共演者やスタッフに教示したり、秋葉原を案内するなどしていた[26][27]。
- 現在もアニメやゲームなど、一部では“ガチオタ”と称されてしまうほど好きなものが多い。
- 文鳥4羽、錦華鳥6羽の計10羽の鳥と同棲中[28]。

### 交友関係
- ニコモの中では西内まりやとの特集が多く組まれ「まりきょん」と呼ばれており、『ニコラ』では、「まりきょんHappyらいふ♥」という連載も行われていた[29]。
- 但し、度々インタビューやTV番組上でも人間の友達がいないと語っており、鳥だけが友達と発言するほど人間関係にはよく悩む傾向にあり、共演者とも日常での交友関係を持つことは少ないが、度々SNSにも登場するタレントの高樹リサとは非常に仲が良い。
  - 過去の共演者の中では声優の井上麻里奈や内田真礼とは親交がある。

## ディスコグラフィー

### 日南響子名義

#### 配信
| 発売日               | 曲名                 | 備考                         |
| スターダスト音楽出版 | スターダスト音楽出版 | スターダスト音楽出版         |
| -------------------- | -------------------- | ---------------------------- |
| 2011年8月17日        | Save me              | 「七つまでは神のうち」主題歌 |
| 文鳥レコーズ         |                      |                              |
| 2016年10月15日       | 我が名は文鳥。       |                              |

#### 参加作品

##### 配信
| 発売日        | アーティスト名 | 曲名                                       | 収録作品                     |
| ------------- | -------------- | ------------------------------------------ | ---------------------------- |
| 2015年10月3日 | 沖つ白波       | BRIGHT LIGHTS, YELLOW SUN (feat. 日南響子) | BRIGHT LIGHTS YELLOW SUN EP. |

### 珠麟名義

#### シングル
| 発売日                               | タイトル名         | 収録曲                                  | 備考                      |
| 金魚鉢レコード                       | 金魚鉢レコード     | 金魚鉢レコード                          | 金魚鉢レコード            |
| ------------------------------------ | ------------------ | --------------------------------------- | ------------------------- |
| 初回盤2014年7月10日 後に通常盤が発売 | マスターベーション | 1. Masturbation. 2. 秘願花 3.猫の子祭々 | 通常盤はジャケット違い 。 |

#### ミニアルバム
| 発売日         | タイトル名     | 収録曲                                  | 備考               |
| 金魚鉢レコード | 金魚鉢レコード | 金魚鉢レコード                          | 金魚鉢レコード     |
| -------------- | -------------- | --------------------------------------- | ------------------ |
| 2015年6月15日  | 紅い真相。     | 1. 錆 - SABI                            |                    |
| 2015年6月15日  | 紅い真相。     | 2. 買い物ブギ                           | カバー             |
| 2015年6月15日  | 紅い真相。     | 3. Masturbation.                        |                    |
| 2015年6月15日  | 紅い真相。     | 4. 秘願花【Unspoken Prayers of Flower】 | 秘願花の英語歌唱版 |
| 2015年6月15日  | 紅い真相。     | 5. 黒猫のタンゴ                         | カバー             |
| 2015年6月15日  | 紅い真相。     | 6. 内密                                 |                    |
| 2015年6月15日  | 紅い真相。     | 7. 月夜のラビリンス                     |                    |

#### 配信
| 発売日               | 曲名                      | 備考                                                                |
| スターダスト音楽出版 | スターダスト音楽出版      | スターダスト音楽出版                                                |
| -------------------- | ------------------------- | ------------------------------------------------------------------- |
| 2013年6月26日        | 鴉                        |                                                                     |
| 2013年6月26日        | 月と黒猫                  |                                                                     |
| 2013年6月26日        | ビードロ金魚              |                                                                     |
| 金魚鉢レコード       |                           |                                                                     |
| 2015年3月3日         | 胞子。 (悪性ver.)         |                                                                     |
| 2015年3月3日         | 馬鹿と戯言。              |                                                                     |
| 2015年10月28日       | 金魚廓RAG DOLL.           |                                                                     |
| 2015年11月29日       | 胞子。                    |                                                                     |
| 2015年12月30日       | Stupid Love.              |                                                                     |
| 2016年2月5日         | 簪 -KANZASHI-             |                                                                     |
| 2016年5月22日        | 回収屋の姦 -コドクノヒト- | 映画「シマウマ」主題歌                                              |
| 2020年4月15日        | さよならミッドナイト.     | Netflixオリジナルドラマシリーズ「愛なき森で叫べ」エンディングテーマ |

## 出演

### テレビ
- ピラメキーノ（2010年9月16日 - 2011年1月10日、テレビ東京） - ゴムダンスバトル
- めざましテレビ MOTTOいまドキ!（2011年4月8日 - 2012年3月20日、フジテレビ） - いまドキ娘
- おまかせ!アニマックスNAVI（2011年11月6日 - 2012年9月2日、アニマックス）
- UEFA EURO 2012（2012年6月8日 - 7月1日、WOWOW） - EUROガール[30]
- 笑×演（2017年8月30日、テレビ朝日）
- 有田哲平の夢なら醒めないで（2018年11月20日、TBS）
- 金曜日のどっち!?（2019年4月27日、テレビ朝日）

### テレビドラマ
- ハンマーセッション! 第3話（2010年7月24日、TBS） - 河嵜美嘉 役
- 駈込み訴え（2010年9月27日、NHKBS2） - イエス・キリストに相当する女子高生 役
- ろくでなしBLUES 第9話（2011年8月31日、日本テレビ） - 志乃 役
- アイシテル〜絆〜（2011年9月21日、日本テレビ） - 結城アリサ 役
- 福岡恋愛白書7 「初恋の誌」（2012年3月24日、九州朝日放送） - 浜崎由依 役
- 非公認戦隊アキバレンジャー（2012年4月6日 - 6月29日、BS朝日） - 青柳美月 / アキバブルー 役
  - 非公認戦隊アキバレンジャー シーズン痛 第1痛（2013年4月5日、BS朝日）
- 執事 西園寺の名推理2 第1話（2019年4月19日、テレビ東京） - 高峯菜摘 役[31]
- GARO -VERSUS ROAD-（2020年4月2日 - TOKYO MX） - 伽堂アザミ 役
- 今野敏サスペンス 機捜235（2020年4月24日、テレビ東京） - 芦田綾香 役
- 相棒 season19 第1話、第2話、第19話、最終話（2020年10月14日、21日、2021年3月10日、17日、テレビ朝日） - 朱音静 役

### 映画
- 七つまでは神のうち（2011年8月20日、SDP） - 主演・和泉繭 役
- 桜姫（2013年）（2013年6月29日、SDP） - 主演・桜姫 役
- シマウマ（2016年5月21日、ファントム・フィルム ） - ヒロイン・キイヌ 役[32]
- 銃（2018年11月17日、秋公開・KATSU-do、太秦）[33] - トースト女 役[34]
- 21世紀の女の子「粘膜」主演
  - インターナショナル版（2018年12月13日、21世紀の女の子製作委員会）[35][36]
  - 一般公開版（2019年2月8日、21世紀の女の子製作委員会）
- 愛なき森で叫べ - ヒロイン・水島妙子 役
  - Netflixオリジナル映画版（2019年10月11日)
  - Netflixオリジナルドラマシリーズ版「愛なき森で叫べ : Deep Cut」（2020年04月30日 - 全7話）
- 転がるビー玉 - 紘子 役　(2020年1月31日公開）
- 銃2020 - 主演・東子 役
- 終わりが始まり（2021年10月17日、京都国際映画祭上映 / 2022年5月27日、劇場公開、トキメディアワークス）[37][38]

### 舞台
- W・シェイクスピア HUMAN（2014年10月22日 - 26日、本多劇場） - オフィーリア 役

### CM
- マーベラスエンターテイメント 牧場物語 ふたごの村（2010年1月 - ）[39][40]
- 電源開発 企業（2010年12月 - ）
- SUNTORY pepsi NEX（2011年12月 - ）
  - 「Tshirts Live」篇（2012年2月28日 - ）[41]
- ネクソン テイルズウィーバー（2012年3月 - ） - アナイス（アナベル）・デル・カリル 役
- 資生堂 専科 パーフェクトウォータリーオイル（2012年7月 - ）
- セカンドストリート JUMBLE STORE SUMMER SALE（2012年7月 - ）

### 広告
- ナルミヤ・インターナショナル 「ポンポネットジュニア・ブルークロスガールズ」 - 雑誌広告[42]
- 電源開発株式会社 「J-POWERってなんだろう」（2012年1月 - ）

### ラジオ
- SCHOOL OF LOCK! 「GIRLS LOCKS!」（2012年4月9日 - 2013年9月9日、TOKYOFM） - 毎月2週目パーソナリティ[43]

### PV
- ammoflight 「桜グラフィティ」（2012年3月7日）
- 氣志團 「幸せにしかしねーから」（2015年2月25日）
- world's end girlfriend 「Plein Soleil」（2016年11月26日）

## 作品・出版等

### 雑誌モデル
- ニコラ（2006年10月号 - 2010年5月号、新潮社） - 専属モデル
  - 連載記事「まりきょんHappyらいふ♥」（2009年6月号 - 2010年5月号）
- CUTiE（2011年2月号 - 4月号、宝島社）
- non-no（2011年6月号 - 2013年10月号、集英社） - 専属モデル

### カタログ
- サン宝石「Fancy Pocket Girls」
  - 2008年10・11月 No.30 - 31 秋・冬号[44]
  - 2010年 No.39 盛夏号
- セシール 「Cupop」（2011spring）
- ニッセン「プチベリー」

### ムック
- ピュアピュア（2009年4月7日、辰巳出版）ISBN 978-4777806379
- 3B junior BOOK 2010 summer（2010年7月31日、東京ニュース通信社）ISBN 978-4863361027
- 3B junior BOOK 2011 summer（2011年8月1日、東京ニュース通信社）ISBN 978-4863361577
- 宝島社ローリーズファームMOOK（2011年9月21日、宝島社）ISBN 978-4796686051

### 文庫
- 別れ（著:太宰治、横光利一他、SDP Bunko、2009年9月28日）表紙＋巻頭グラビア ISBN 978-4903620664
- ふたりごと。（著:榊あおい、集英社、ピンキー文庫、2011年5月25日）表紙　ISBN 978-4086600040
  - ふたりごと。secret 7 stories（著:榊あおい、集英社、ピンキー文庫、2012年4月25日）表紙 ISBN 978-4086600378
- 虹のように消えてゆく （著:miyu、集英社、ピンキー文庫、2011年5月25日）表紙 ISBN 978-4-08-660006-4
- 天使のように舞い降りる （著:miyu、集英社、ピンキー文庫、2011年6月24日）表紙　ISBN 978-4-08-660009-5

### 単行本
- 日南響子スタイルブック「In Wonderland」（SDP、2010年5月27日） ISBN 978-4903620749

### デジタル写真集
- デジタル写真集『日南響子』（2011年8月15日、SDP）
- PROTO STAR 日南響子（ジュピマール）
  - vol.1（2011年8月26日）
  - vol.2（2011年9月2日）
  - vol.3（2011年9月9日）

### 写真集
- mau（2012年12月5日、ワニブックス、撮影:松田忠雄）ISBN 978-4847045073
- SAI（2015年1月25日、ワニブックス、撮影:曽根将樹）ISBN 978-4-8470-4717-6

### カレンダー
- 日南響子2012カレンダー（2011年11月2日、ハゴロモ）